# Miss Miranda
El Miss Miranda es un concurso de belleza femenina, cuya finalidad es escoger y preparar a la representante del Estado Miranda para el Miss Venezuela; además de la participación de esta misma a nivel internacional.
Cabe mencionar, que las candidatas son designadas directamente por la Organización Miss Venezuela.

## Miss Miranda en el Miss Venezuela
La primera reina de belleza de este Estado de Venezuela fue Carmen Elena Álvarez, Miss Miranda 1952. En el 2017, Oriana Cristina Gil, es la actual soberana que ostenta el título de Miss Miranda.
Color Clave
- Ganador
- Finalistas
- Semi Finalistas

| Miss Miranda | Candidata                                 | Edad          | Procedencia         | Colocación                    | Premios                                                                         |               |
| ------------ | ----------------------------------------- | ------------- | ------------------- | ----------------------------- | ------------------------------------------------------------------------------- | ------------- |
| 1952         | Carmen Elena Álvarez                      | 22            |                     | No figuró                     |                                                                                 |               |
| 1953         | No Compitió                               | No Compitió   | No Compitió         | No Compitió                   | No Compitió                                                                     | No Compitió   |
| 1954         | No se celebró                             | No se celebró | No se celebró       | No se celebró                 | No se celebró                                                                   | No se celebró |
| 1955         | Carmen Susana Duijm Zubillaga (†)         | 18            | Aragua de Barcelona | Miss Venezuela 1955           |                                                                                 |               |
| 1956         | Aracelis Mora                             | S/D           |                     | No figuró                     |                                                                                 |               |
| 1957         | Dilia Pacheco                             | S/D           |                     | No figuró                     |                                                                                 |               |
| 1958         | No Compitió                               | No Compitió   | No Compitió         | No Compitió                   | No Compitió                                                                     | No Compitió   |
| 1959         | No se celebró                             | No se celebró | No se celebró       | No se celebró                 | No se celebró                                                                   | No se celebró |
| 1960         | Rosa Violeta González                     | S/D           |                     | No figuró                     |                                                                                 |               |
| 1961         | Isabel Martínez Toledo                    | S/D           |                     | No figuró                     |                                                                                 |               |
| 1962         | Annie Alexandrow López                    | S/D           |                     | No figuró                     |                                                                                 |               |
| 1963         | Milagros Galíndez Castillo                | 23            |                     | 2º Lugar (1.ª Finalista)      |                                                                                 |               |
| 1964         | Sonia Mercedes Revenga de la Rosa         | 17            | Caracas             | Miss Venezuela 1964           |                                                                                 |               |
| 1965         | Elina Martínez Fernández                  | S/D           |                     | 4º Lugar (3.ª Finalista)      |                                                                                 |               |
| 1966         | No Compitió                               | No Compitió   | No Compitió         | No Compitió                   | No Compitió                                                                     | No Compitió   |
| 1967         | Johanna Lozada Bermúdez                   | S/D           |                     | No figuró                     |                                                                                 |               |
| 1968         | María Dolores Rodríguez Núñez             | 17            | Baruta              | 2º Lugar (1.ª Finalista)      |                                                                                 |               |
| 1969         | Cristina Mercedes Keusch Pérez            | 19            |                     | 3º Lugar (2.ª Finalista)      |                                                                                 |               |
| 1970         | Tomasa Nina Josefina de las Casas Mata    | 22            | Chacao              | 2º Lugar (1.ª Finalista)      |                                                                                 |               |
| 1971         | Zenda Azul Ríos Lozada (†)                | 23            | Maracaibo           | No figuró                     |                                                                                 |               |
| 1972         | Valentina Villegas                        | 20            |                     | No figuró                     | Miss Simpatía                                                                   |               |
| 1973         | Hazel Leal Loverna                        | 16            | Caracas             | No figuró                     |                                                                                 |               |
| 1974         | Renee Porras                              | 21            |                     | No figuró                     |                                                                                 |               |
| 1975         | Thamara Piña                              | 18            |                     | No figuró                     |                                                                                 |               |
| 1976         | Betzabeth Ayala                           | 18            |                     | 4º Lugar (3.ª Finalista)      |                                                                                 |               |
| 1977         | Betty González                            | S/D           |                     | No figuró                     |                                                                                 |               |
| 1978         | Maritza Josefina Poleo Acosta             | 24            |                     | No figuró                     |                                                                                 |               |
| 1979         | Alida Elizabeth Bello Hernández           | 23            |                     | No figuró                     |                                                                                 |               |
| 1980         | No Compitió                               | No Compitió   | No Compitió         | No Compitió                   | No Compitió                                                                     | No Compitió   |
| 1981         | Irene Lailín Sáez Conde                   | 19            | Chacao              | Miss Venezuela 1981           | Miss Fotogénica                                                                 |               |
| 1982         | Lily Protovin Müller (Descalificada)      | 18            |                     | 5º Lugar (4.ª Finalista)      |                                                                                 |               |
| 1983         | Donnatella "Donna" Tiranti Bottone        | 17            |                     | 3º Lugar (2.ª Finalista)      |                                                                                 |               |
| 1984         | Astrid Carolina Herrera Irazábal          | 20            | Yaracuy             | 2º Lugar (1.ª Finalista)      | Miss Fotogénica                                                                 |               |
| 1985         | Yvonne Margarita Balliache Guevara        | 18            |                     | 5º Lugar (4.ª Finalista)      |                                                                                 |               |
| 1986         | Lucía Carolina Perpetuo González          | 23            | Caracas             | No figuró                     |                                                                                 |               |
| 1987         | Ludmila Padrino Rojas                     | S/D           |                     | No figuró                     |                                                                                 |               |
| 1988         | Yajaira Cristina Vera Roldán              | 24            | Higuerote           | Miss Venezuela 1988           |                                                                                 |               |
| 1989         | Rosmary Socorro Díaz                      | 24            |                     | No figuró                     |                                                                                 |               |
| 1990         | Yormery Alexandra Ortega Sánchez          | 19            |                     | 6º Lugar (1.ª Finalista)      |                                                                                 |               |
| 1991         | Moravia Cayetana Cárdenas Leal            | 27            |                     | No figuró                     |                                                                                 |               |
| 1992         | Natalia Bárbara Martínez Streignard-Negri | 21            | Caracas             | 5º Lugar (2.ª Finalista)      |                                                                                 |               |
| 1993         | Gabriela Hidalgo Arreaza                  | 19            |                     | 5º Lugar (2.ª Finalista)      | Miss Fotogénica                                                                 |               |
| 1994         | Irene Esther Ferreira Izquierdo           | 18            | Caracas             | 2º Lugar (Miss Mundo)         |                                                                                 |               |
| 1995         | Shakty Pinto Hiller                       | 23            | Guarenas            | No figuró                     |                                                                                 |               |
| 1996         | Consuelo Adler Hernández                  | 20            | Caracas             | 3º Lugar (Miss Internacional) | Miss Fotogénica y Mejor Piel                                                    |               |
| 1997         | María Alejandra Márquez Llorca            | 21            | Guarenas            | No figuró                     | Mejores Piernas                                                                 |               |
| 1998         | Bárbara Leticia Pérez Rangel              | 18            | Caracas             | 3º Lugar (Miss Internacional) | Mejor Piel                                                                      |               |
| 1999         | Martina Thorogood Heemsen                 | 24            | Valencia            | Miss Venezuela 1999           | Miss Internet y Miss Integral                                                   |               |
| 2000         | Susana Stephany De Fazio Bracutto         | 17            | Caracas             | No figuró                     |                                                                                 |               |
| 2001         | Alexandra Federica Guzmán Diamante        | 20            | Caracas             | No figuró                     | Mejores Piernas                                                                 |               |
| 2002         | Melissa Alexandra Wolf Ehrenzeller        | 21            | Caracas             | 4º Lugar (3ª Finalista)       |                                                                                 |               |
| 2003         | Valentina Patruno Macero                  | 21            | Caracas             | 2º Lugar (Miss Mundo)         | Miss Internet, Popular y Rostro Más Bello                                       |               |
| 2004         | Stephanie Shena Thomas Arthur             | 18            | Caracas             | 4º Lugar (1ª Finalista)       | Miss Figura                                                                     |               |
| 2005         | Zulima Zaira García Martínez              | 24            | Caracas             | No figuró                     | Miss Figura                                                                     |               |
| 2006         | María Silvana Continanza Marando          | 19            | Caracas             | 4º Lugar (1ª Finalista)       | Miss Sonrisa Colgate                                                            |               |
| 2007         | Myriam Janeth Abreu Medina                | 20            | Caracas             | Top 10                        |                                                                                 |               |
| 2008         | Viviana Lisbeth Ramos Puma                | 18            | Guanare             | Top 10                        |                                                                                 |               |
| 2009         | Marelisa Gibson Villegas                  | 21            | Caracas             | Miss Venezuela 2009           | Mejor Rostro L'Bel y Vestido de Gala                                            |               |
| 2010         | Vanessa Andrea Gonçalves Gómez            | 24            | Baruta              | Miss Venezuela 2010           | Mejores Vestidos de Gala                                                        |               |
| 2011         | María Isabel Zamora Bujanda               | 21            | Barquisimeto        | Top 10                        |                                                                                 |               |
| 2012         | Oriana Lucchese Báez                      | 18            | Valencia            | Top 10                        | Rostro más Bello                                                                |               |
| 2013         | Gleymar Judith Loyo Becerra               | 25            | Acarigua            | No figuró                     | Miss Belleza Integral                                                           |               |
| 2014         | María José Hernández Parra                | 19            | Bejuma              | No figuró                     |                                                                                 |               |
| 2015         | Katherine Charlotte García Salinas        | 25            | Valencia            | No figuró                     | Mejores Vestidos de Gala                                                        |               |
| 2016         | Rosangélica Piscitelli Ferreri            | 23            | Los Teques          | 5º Lugar (4ª Finalista)       | Miss Rostro, Online, Belleza Integral, Elegancia, Fotogénica, Salud y Estética, |               |
| 2017         | Oriana Cristina Gil Rondón                | 20            | Los Teques          | Top 10                        | Miss Amistad                                                                    |               |
| 2018         | Andreína María Aguirre Ojeda              | 22            | Valencia            | No figuró                     |                                                                                 |               |
| 2019         | Martha Rashell Delgado Dinnocenzzo        | 19            | Charallave          | Top 10                        | Miss Amistad                                                                    |               |
| 2020         | Luiseth Emiliana Materán Bolaño           | 24            | Los Teques          | Top 5                         | Miss Solidaridad                                                                |               |
| 2021         | Selene Alejandra Delgado Delgado          | 25            | Guatire             | 5º Lugar (4ª Finalista)       | El Rostro Más Bello                                                             |               |
| 2022         | Victoria Higinia Cruz Gygax               | 27            | Chacao              | No figuró                     |                                                                                 |               |
| 2023         | María Gabriela Martínez García            | 26            | Caracas             | No figuró                     |                                                                                 |               |
| 2024         | Sarilé Daniela González Pérez             | 25            | San Cristóbal       | 4º Lugar (3ª Finalista)       |                                                                                 |               |

## Miss Miranda a Nivel Internacional
Varias candidatas del estado Miranda lograron participar a nivel internacional como representantes de Venezuela.
Color Clave
- Ganadora
- Finalistas
- Semi Finalistas
- Cuartofinalista (Top 20)

| Año  | Candidata                                 | Participó                               | Sede                             | Colocación               |
| ---- | ----------------------------------------- | --------------------------------------- | -------------------------------- | ------------------------ |
| 1955 | Carmen Susana Duijm Zubillaga             | Miss Universo 1955                      | Long Beach, Estados Unidos       | Semifinalista            |
| 1955 | Carmen Susana Duijm Zubillaga             | Miss Mundo 1955                         | Londres, Reino Unido             | Ganadora                 |
| 1963 | Milagros Eugenia Galidez Castillo         | Miss Mundo 1963                         | Londres, Reino Unido             | No clasificó             |
| 1964 | Sonia Mercedes Revenga de la Rosa         | Miss Universo 1955                      | Miami Beach, Estados Unidos      | Semifinalista            |
| 1968 | María Dolores (Cherry) Núñez Rodríguez    | Miss Mundo 1968                         | Londres, Reino Unido             | No clasificó             |
| 1969 | Cristina Mercedes Keusch Pérez            | Miss Internacional 1969                 | Tokio, Japón                     | 5º Lugar (4.ª Finalista) |
| 1970 | Tomasa Nina Josefina de las Casas Mata    | Miss Mundo 1970                         | Londres, Reino Unido             | No clasificó             |
| 1976 | Betzabeth Ayala                           | Miss Internacional 1976                 | Tokio, Japón                     | Semifinalista            |
| 1981 | Irene Lailín Sáez Conde                   | Miss Confraternidad Sudamericana 1981   | Lima, Perú                       | Ganadora                 |
| 1981 | Irene Lailín Sáez Conde                   | Miss Universo 1981                      | Nueva York, Estados Unidos       | Ganadora                 |
| 1983 | Donnatella "Donna" Bottone Tirante        | Miss Wonderland 1983                    | Japón                            | No Clasificó             |
| 1983 | Donnatella "Donna" Bottone Tirante        | Miss Internacional 1983                 | Osaka, Japón                     | No clasificó             |
| 1984 | Astrid Carolina Herrera Irazábal          | Miss Mundo 1984                         | Londres, Reino Unido             | Ganadora                 |
| 1985 | Yvonne Margarita Balliache Guevara        | Reinado Bolivariano 1985                | Pereira, Colombia                | 2º Lugar (1.ª Finalista) |
| 1985 | Yvonne Margarita Balliache Guevara        | Miss Hawaiian Tropic Internacional 1986 | Honolulu, Estados Unidos         | Ganadora                 |
| 1986 | Lucía Carolina Perpetuo González          | Miss Turismo de las Américas 1986       | Salinas, Ecuador                 | 4º Lugar (3.ª Finalista) |
| 1987 | Ludmila Padrino Rojas                     | Reina Bolivariana de la Belleza 1987    | Pereira, Colombia                | 2º Lugar (Virreina)      |
| 1987 | Ludmila Padrino Rojas                     | Miss Maja Internacional 1987            | Mérida, México                   | 4º Lugar (3.ª Finalista) |
| 1988 | Yajaira Cristina Vera Roldán              | Miss Universo 1988                      | Taipéi, Taiwán                   | Semifinalista            |
| 1988 | Yajaira Cristina Vera Roldán              | Miss Globe International 1988           | Bodrum, Turquía                  | Ganadora                 |
| 1990 | Yormery Alexandra Ortega Sánchez          | Miss Globe International 1990           | Bursa, Turquía                   | Ganadora                 |
| 1992 | Natalia Bárbara Martínez Streignard-Negri | Miss Turismo Internacional Ibiza 1992   | Ibiza, España                    | 2º Lugar (1.ª Finalista) |
| 1992 | Natalia Bárbara Martínez Streignard-Negri | The Best Model of the World 1993        | Estambul, Turquía                | 2º Lugar (1.ª Finalista) |
| 1993 | Gabriela Hidalgo Arreaza                  | Reina Sudamericana 1993                 | Santa Cruz de la Sierra, Bolivia | No clasificó             |
| 1994 | Irene Esther Ferreira Izquierdo           | Miss Mundo 1994                         | Sun City, Sudáfrica              | 3º Lugar (2.ª Finalista) |
| 1996 | Consuelo Adler Hernández                  | Miss Internacional 1997                 | Kioto, Japón                     | Ganadora                 |
| 1997 | María Alejandra Márquez Llorca            | New Models International 1993           | Florida, Estados Unidos          | Semifinalista            |
| 1999 | Martina Thorogood Heemsen                 | Miss Mundo 1999                         | Londres, Reino Unido             | 2º Lugar (1.ª Finalista) |
| 2001 | Alexandra Federica Gúzman Diamante        | Miss Mundo 2006                         | Varsovia, Polonia                | Semifinalista            |
| 2002 | Melissa Alexandra Wolf Ehrenzeller        | Reina Sudamericana 2002                 | Santa Cruz de la Sierra, Bolivia | No clasificó             |
| 2003 | Valentina Patruno Macero                  | Miss Mundo 2003                         | Sanya, China                     | Semifinalista            |
| 2004 | Stephanie Shena Thomas Arthur             | Reinado Internacional del Café 2005     | Manizales, Colombia              | No clasificó             |
| 2006 | María Silvana Continanza Marando          | Miss Italia nel Mondo 2010              | Jesolo, Italia                   | Semifinalista            |
| 2007 | Myriam Janeth Abreu Medina                | Miss Atlántico Internacional 1999       | Punta del Este, Uruguay          | No clasificó             |
| 2007 | Myriam Janeth Abreu Medina                | Miss Tourism Intercontinental 2010      | Miri, Malasia                    | Ganadora                 |
| 2008 | Viviana Lisbeth Ramos Puma                | Miss Globe Internacional 2006           | Sarandë, Albania                 | Ganadora                 |
| 2009 | Marelisa Gibson Villegas                  | Miss Universo 2010                      | Las Vegas, Estados Unidos        | No clasificó             |
| 2010 | Vanessa Andrea Gonçalves Gómez            | Miss Universo 2011                      | São Paulo, Brasil                | Semifinalista            |
| 2014 | Katherine Charlotte García Salinas        | Miss Intercontinental 2015              | Magdeburg, Alemania              | 4º Lugar (3.ª Finalista) |